# Oplatocera oberthuri
Oplatocera oberthuri är en skalbaggsart som beskrevs av Charles Joseph Gahan 1906. Oplatocera oberthuri ingår i släktet Oplatocera och familjen långhorningar.
Artens utbredningsområde är:
- Nepal.
- Filippinerna.
- Taiwan.

Inga underarter finns listade i Catalogue of Life.